# АЛК-синтаза
АЛК-синтаза, также синтаза аминолевулиновой кислоты (англ. ALA synthase, ALAS) — фермент (КФ 2.3.1.37), из семейства ацилтрансферазы (класс трансфераз), встречается у нерастительных организмов (животных и α-протеобактерий) и катализирует реакцию синтеза δ-аминолевулиновой кислоты (дАЛК или АЛК) из глицина и сукцинил-КоА, путём их конденсации:
сукцинил-КоА + глицин {\displaystyle \rightleftharpoons } δ-аминолевулиновая кислота + КоА + CO2.
В качестве кофермента используется молекула пиридоксаль-5'-фосфат (PLP).
Реакцию, которую он катализирует, иногда называют шеминовым путём образования АЛК. Другие организмы — растения, археи и бактерии (кроме α-протеобактерий) продуцируют АЛК с помощью трёх ферментативных путей, известных как С5-пути (так называемый путь Биля). Аминолевулиновая кислота служит одним из важнейших промежуточных метаболитов в синтезе тетрапирролов — порфиринов (у животных) и корринов (у бактерий) и хлорофиллов (у растений).
У человека транскрипция AЛК-синтазы строго контролируются присутствием Fe2+-связывающих элементов (IRE), чтобы предотвратить накопление промежуточных соединений порфирина в отсутствие железа. В организме существуют две формы АЛК-синтазы. Одна форма экспрессируется в клетках-предшественниках эритроцитов (ALAS2, эритроцитарная), тогда как другая (ALAS1, убиквитарная), экспрессируется во всех тканях и органах тела. Эритроцитарная форма фермента кодируется одноимённым геном ALAS2, который локализован на X-хромосоме, тогда как убиквитарная форма (ALAS1) кодируется геном, расположенным на 3-й хромосоме. Матричные  РНК обеих форм имеют сходство на 60 %. Длина полипептидной цепи эритроцитарной формы АЛК-синтазы (ALAS2) составляет 587 аминокислотных остатков, а молекулярная масса — 64633 Да. Длина полипептидной цепи убиквитарной формы АЛК-синтазы (ALAS1) составляет 640 аминокислотных остатков, а молекулярная масса соответственно — 70581 Да.

## Структура
PLP-зависимые ферменты широко распространены, поскольку они необходимы для превращения аминокислот в другие метаболиты. ALAS представляет собой гомодимер с субъединицами аналогичного размера, а активные центры состоят из боковых цепей аминокислот, таких как аргинин, треонин и лизин, существуют на границе раздела субъединиц. Белок, извлечённый из R. spheroids, содержит 1600 фолдов и весит около 80 000 дальтон. Ферментативная активность различается в зависимости от источников фермента.

## Механизм катализа
В активных центрах АЛК-синтаз используются три ключевые боковые цепи аминокислот: Arg-85, Thr-430 и Lys-313. Хотя было установлено, что эти три аминокислоты позволяют протекать этой реакции (синтез аминолевулината), но аминокислотная триада была бы неактивна без добавления кофермента пиридоксаль-5'-фосфата (PLP), роль которого в данном синтезе подробно показана на изображении ниже. Прежде чем произойдёт реакция, кофермент PLP связывается с боковой цепью лизина, образуя основание Шиффа, которое способствует атаке глициновым субстратом. Лизин действует как общее основание во время этого механизма. В подробном механизме реакции добавленные ионы гидроксония происходят из различных остатков, которые образуют водородные связи для облегчения синтеза АЛК. АЛК-синтаза удаляет карбоксильную группу из глицина и КоА из сукцинил-КоА с помощью своего кофермента пиридоксальфосфата (производного витамина В6), образуя δ-аминолевулиновую кислоту (дАЛК), названную так потому, что аминогруппа находится на четвёртом атоме углерода в молекуле. Этот механизм реакции особенно уникален по сравнению с другими ферментами, которые используют кофактор PLP, потому что глицин изначально депротонируется высококонсервативным лизином в активном центре, что приводит к конденсации с сукцинил-КоА и потере КоА. Протонирование карбонильной группы интермедиата (промежуточного соединения) гистидином в активном центре приводит к потере карбоксильной группы. Последнее промежуточное соединение (интермедиат), наконец, репротонируется с образованием АЛК. Диссоциация АЛК от фермента является лимитирующей стадией ферментативной реакции и, как было показано, зависит от медленного конформационного изменения фермента. Функция пиридоксальфосфата заключается в облегчении удаления водорода за счёт использования электрофильного пиридиниевого кольца в качестве «поглотителя» электронов.
Локализация этого фермента в биологических системах указывает на обратную связь, которую он может получать. АЛК-синтаза обнаружена в бактериях, дрожжах, печени птиц и млекопитающих, клетках крови и костном мозге. В животных клетках АЛК-синтаза локализуется в матриксе митохондрий. Поскольку фермент, по-видимому, расположен рядом с источником сукцинил-КоА, а конец синтеза молекул гема указывает на то, что начальная и конечная точки биосинтеза гема служат обратной связью для АЛК-синтазы. АЛК-синтаза также ингибируется гемином и глюкозой.

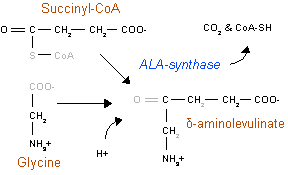
Синтез АЛК.

## Функции
ALAS1 и ALAS2 катализируют первую стадию в процессе синтеза гема. Эта стадия является необратимой, которая также и скорость лимитирующая (самая медленная и определяющая скорость протекания всего процесса). Например, два субстрата, оксалоацетат и глицин, в высокой степени синтезируются и используются в других важных биологических процессах, таких как гликолиз и цикл Кребса. Изображение ниже иллюстрирует путь синтеза гема и роль, которую играет ALAS.

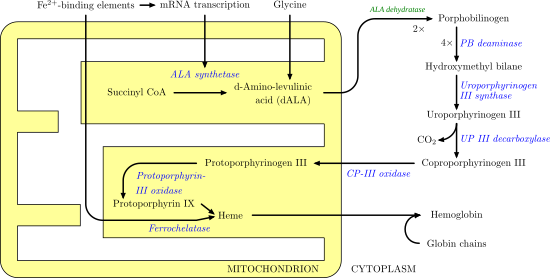
Биосинтез гема — обратите внимание, что некоторые реакции происходят в цитоплазме, а некоторые — в митохондрии (показано жёлтым).

## Заболевания
Дефицит АЛК-синтазы приводит к полному прекращению синтеза гема, поскольку главная функция данного фермента заключается в том, чтобы катализировать первый шаг в процессе синтеза молекул гема. Эти недостатки часто являются результатом генетической мутации, которая может привести к различным заболеваниям. Одним из таких заболеваний является сцепленная с Х-хромосомой сидеробластная анемия, которая приводит к появлению микроцитарных эритроцитов в костном мозге. Это заболевание связано именно с мутациями в гене, кодирующий ALAS2.
Гиповитаминоз В6, редко встречается (например, при неправильном приёме противотуберкулёзных препаратов), однако, его наличие приводит к приобретённой форме сидеробластной анемии, так как необходимый для синтеза АЛК, пиридоксальфосфат находится в недостаточных концентрациях.

## Внешние ссылки
- NIH
- Abu-Farha M, Niles J, Willmore W (2005). Erythroid-specific 5-aminolevulinate synthase protein is stabilized by low oxygen and proteasomal inhibition. Biochem Cell Biol. 83 (5): 620–30. doi:10.1139/o05-045. PMID 16234850.
- Shemin, D; Rittenberg, D (1945). The Utilization of Glycine for the Synthesis of a Porphyrin. J. Biol. Chem. 159: 567–8.
- SIDEROBLASTIC ANEMIAS -ALAS-2 defect disease